# Río Jequetepeque
El río Jequetepeque es un río de la vertiente del Pacífico del Perú. Comprende un área de 4.372 km², se encuentra bajo la influencia del clima del Pacífico y del Atlántico. En su curso adopta cinco nombres diferentes, desde las nacientes al litoral, relacionados con las categorías de quebradas, ríos secundarios y río principal.

## Sistema Jequetepeque - Chilete - Magdalena - San Juan - Huacraruco
El río Jequetepeque nace de las estribaciones producidas por los cerros Malca y El Collotan, en el Departamento de Cajamarca, entre los 07° 20' de Latitud Sur y 78° 21' de longitud Oeste, a una altitud de 4.188 m.

### Río Huacraruco
De las aguas vertidas por la quebradas Calzada, Huascamonte y Clariyacu, se origina el río Huacraruco, que en su trayecto de este a oeste es alimentado por quebradas y principalmente, en su margen izquierda por el río Pacachal, prosiguiendo hasta muy cerca de la localidad de San Juan, donde con el aporte de las escasas aguas de la quebrada la Tranca, se denomina río San Juan.

## Río San Juan
El Río San Juan en su curso es alimentado por los río Chotén y Naranjo, para finalmente con el aporte del Río Asunción, en su margen izquierda, dar inicio al río Magdalena.

### Río Magdalena
El Río Magadalena tiene entre sus principales afluentes, el río Chetillano, el río Chanta, y a la altura de la localidad de Chilete confluyen los ríos San Pablo, por su margen derecha y el río Huertas por su margen izquierda. A partir de estas confluencias, aguas abajo se denomina río Chilete.

### Río Chilete
El río Chilete, de una longitud relativamente corta, por su margen izquierda recibe los aportes del río Contumazá, y por su margen derecha, a la altura de la localidad de Llallán, recibe los aportes del río Puclush (San Miguel), desde donde se denomina río Jequetepeque.

## El afluente Puclush
Es el principal afluente del río Jequetepeque porque en el tiempo de verano jamás se secan sus aguas a diferencia de los demás afluentes que disminuyen su caudal hasta secarse
Es un subsistema hidrográfico que forma parte de la cuenca del Jequetepeque, se ubica en la margen derecha del río Jequetepeque, cubre aproximadamente la quinta parte de la cuenca media-alta. Es la subcuenca de mayor importancia por ser de primer orden de confluencia hidrográfica.
Para la descripción de esta red de drenaje es necesario conocer sus orígenes, que indudablemente está en la parte alta. 
De las lagunas ubicadas en la parte noroccidental de la cuenca donde ocurren las confluencias de las quebradas Quinuamachay, Colpa, Del Barranco, Shilamayo y otras, que constituyen un drenaje heterogéneo y ramificado, conforman el río Shoclla, que posteriormente toma el nombre de río Tinte; éste es un tributario de tercer orden, aguas abajo recibe escasos aportes de las quebradas Tranca, Piedra Grande, Lazareto, cambia de orientación hacia el Oeste, denominándose río Rejo.
- El río Rejo hacia aguas abajo, en su margen derecha, es tributado por el río Tumbaden y el río Chacapampa, después del cual se denomina río Grande.

- El río Tumbaden, es pequeño, conformado por un conjunto de quebradas que solo tributan en tiempos de mayor precipitación.

- El río Chacapampa, que recoge aguas de las filtraciones periglaciares de la lagunas Quellaymishpo y la Compuerta.

- El río Grande tiene un tramo muy corto de aproximadamente 3 km, que luego confluye al río Llapa.

- El río Llapa tiene una conformación orográfica extensa longitudinalmente, que baja desde las alturas de las confluencias de los ríos Yanahuanga y Callejones que con orientación sur - oeste va bajando para después con el aporte de la quebrada De Ojos y de otras, se constituya propiamente en río Yanahuanga, que posteriormente se denomina Río Llapa, que vendría a ser de quinto orden.

- El río San Miguel tiene pocos tributarios todos ellos menores de tercer orden, su cauce se origina en las alturas muy cerca de la divisoria de aguas por el lado Norte, colindando con la cuenca del Chancay, se inicia con el río Pincullo, que en su corto recorrido es aportada por varias quebradillas y que beneficiado por el clima presenta un régimen regular mínimo que conjuntamente con el tributario Quebrada El Carrasco conforma el río San Miguel, el mismo que pasa muy cerca del pueblo del mismo nombre. Cabe señalar que este río no tiene tributarios representativos por su margen izquierda. El río San Miguel y el Llapa, se unen aproximadamente a los 1800 m s.n.m., conformando el río Puclush.

- El río Puclush, orienta sus aguas de norte a sur, pero antes de confluir recibe aportes de las escorrentías provenientes de las quebradillas del Milagro, Los Paucos, La Succha, y Honda, que nacen sobre los 2,700 m s.n.m.

El valle Puclush ( Tanón), es el más importante del área, el más amplio y largo en forma (L) debido a los procesos de regresión y capturas en las partes altas, se eleva progresivamente desde Llallán, tanon, con clima cálido y seco, hasta la divisoria continental con climas fríos y húmedos. Los otros valles secundarios de la parte alta, tienen condiciones climáticas parecidas y así mismo, en las laderas presentan varias zonas de vida; el principal valle de tanón que tiene condicionjeslos valles de la parte media del Jequetepeque, tienen condiciones climáticas secas y cálidas propicios para el cultivo de arroz, mango y todo cultivo que de en zonas cálidas. En este en Valle se encuentra San Miguel de Pallaques, Tanón, Las Paltas y Llallán. 
El valle es uno de los principales productores de arroz y mango, este último ha sido exportado a algunos países del extranjero.
A partir de los ríos secundarios se han generado otros ríos menores; en forma sucesiva, son terciarios y de cuarto orden.

## Régimen del río Jequetepeque
El régimen del río Jequetepeque es muy irregular, en los meses de estiaje sus descargas pueden llegar a caudales menores de 1.0 m³/s.

A partir del año 1988, a fin de permitir la regulación de las descargas del río, entró en operación el Reservorio Gallito Ciego, ubicado en el lecho del río Jequetepeque, ocupando las áreas comprendidas desde la parte baja de Tembladera hasta el lugar denominado Gallito Ciego.
El promedio de la pendiente en el río Jequetepeque, resulta en aproximadamente 7,5 %.
Los ríos terciarios más importantes son: Llapa, Chacapampa, Tinte, Naranjo y Chotén, están en las partes altas y presentan condiciones climáticas húmedas y frías, formando la mayor parte de los medios ecológicos de punta del área, al igual que los valles cuatrígenos principales.